# 마르키온

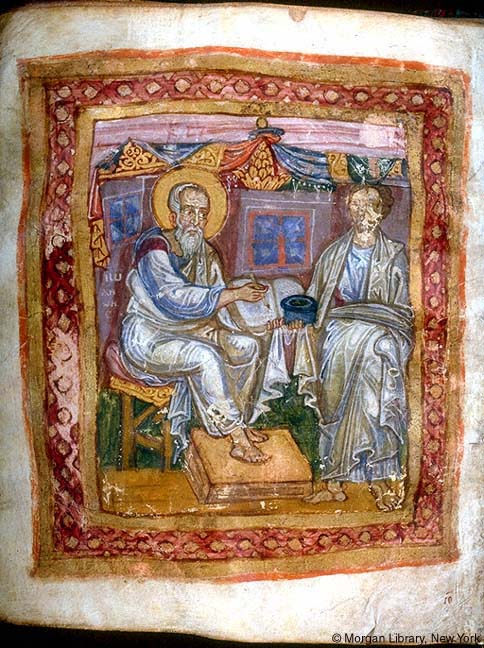

시노페의 마르키온(Marcion of Sinope, Greek: Μαρκίων, 약 85년 ~ 약 160년)은 초기 기독교의 신학자로서 스스로 사도 바울의 후계자로 여겼다. 그는 구약성경의 하느님(God, 신)은 신약성경의 하느님과 다르다고 주장하였다. 그는 구약성경의 하느님은 폭력과 보복의 신이지만, 예수 그리스도가 말하는 하느님은 사랑과 정의의 신이라고 주장하였다. 이에 따라 마르키온은 신약성경을 구약성경과 분리하자고 역설하였다. 또한 성만찬을 집전하면서 면병과 포도주를 면병과 물로 대체할 정도로 그리스도의 인성을 인정하지 않았는데, 이러한 그의 그리스도론은 가현설(도케티즘)로 발전한다. 복음서 가운데서 구약의 하느님과 관련한 부분을 삭제하였으며, 신학적으로 그노시스주의(Gnosticism, 영지주의)에서 부분적으로 영향 받았다고 여겨진다. 마르키온은 초기 교회에서 이단으로 단정되었다. 후에 마르키온의 신학을 따르는 교회가 확산함에 따라 많은 교부가 이를 적극 비판했으며, 정통파 기독교 교회는 마르키온주의에 대항하여 예수 그리스도의 하느님은 구약성경의 여호와와 동일한 신이라는 데 일치를 이루었다.

## 같이 보기
- 마르키온파
- 영지주의